# Schwarze Hirschmaus
Die Schwarze Hirschmaus (Peromyscus furvus) in ein im östlichen Mexiko endemisches Nagetier in der Gattung der Weißfußmäuse. Das Typusexemplar stammt aus dem Umfeld der Stadt Xalapa im Bundesstaat Veracruz. Genetische Studien lassen vermuten, dass die südliche Population eine eigenständige Art darstellt. Der Artzusatz im wissenschaftlichen Namen ist aus dem lateinischen Wort für schwarz, dunkel oder schattig gebildet.

## Merkmale
Diese Hirschmaus ist mit einer Gesamtlänge von 243 bis 280 mm, inklusive eines 120 bis 140 mm langen Schwanzes deutlich größer als andere Gattungsvertreter der Region. Bei Weibchen sind die größten Individuen etwa 20 mm kleiner und der Schwanz 10 mm kürzer als bei großen Männchen. Die Art hat 26 bis 29 mm lange Hinterfüße und 20 bis 23 mm lange Ohren. Oberseits ist deutlich dunkelbraunes oder schwarzes Fell vorhanden, das an den Flanken leicht heller und gelegentlich rötlicher wird. Die Schwarze Hirschmaus hat eine hellgraue bis weiße Unterseite und die Füße haben die gattungstypische weiße Färbung. Das Gesicht ist durch schwarze Augenringe und dunkle Ohren gekennzeichnet. Der nur mit Schuppen bedeckte Schwanz ist entweder schwarz, unterseits leicht heller oder mit einer weißen Spitze versehen. Im Osten Mexikos sind nur Arten der Thomas-Hirschmäuse (Megadontomys) ähnlich groß. Diese besitzen jedoch abweichende Schädelmerkmale und einen im Verhältnis zum Körper größeren Penis. Die 16 Zähne verteilen sich, wie bei vielen Nagetieren, nach der Zahnformel I 1/1, C 0/0, P 0/0, M 3/3. In den oberen Schneidezähnen kommen keine Rillen vor. Der diploide Chromosomensatz entspricht mit 48 Chromosomen (2n=48) den anderen Gattungsvertretern. Das Gewicht liegt bei 40 bis 60 g. Bei der etwa 50 mm kleineren Jico-Hirschmaus (Habromys simulatus) ist der Schwanz behaart und mit einer Quaste versehen.

## Verbreitung
Das Verbreitungsgebiet reicht im Osten Mexikos vom südlichen Hidalgo über Veracruz und das östliche Puebla bis in den Nordosten von Oaxaca. Die Art bewohnt das Hügel- und Bergland zwischen 650 und 2950 Meter Höhe. Als Habitat dienen Wolken- und Nebelwälder, andere feuchte Wälder mit Kiefern und Eichen, gelegentlich Strauchflächen und Laubwälder.

## Lebensweise
Diese Hirschmaus teilt ihr Revier mit einer Vielzahl anderer kleiner Nager sowie mit Spitzmäusen. Funde von paarungsbereiten Individuen, trächtigen Weibchen mit zwei Embryos und von Weibchen mit aktiven Zitzen stammen aus dem Oktober. Im Juli zeigten Weibchen keine Anzeichen zur Fortpflanzung. Noch nicht ausgewachsene Tiere wurden im März entdeckt. Die Exemplare sind nachtaktiv.

## Gefährdung
Vermutlich wirken sich vor allem im Süden Waldrodungen negativ aus. Die IUCN listet die Art aufgrund der unbekannten Populationsgröße mit unzureichende Datenlage (data deficient).